# Западная Македония
Западная Македония (греч. Περιφέρεια Δυτικής Μακεδονίας) — административная область (периферия) в северо-западной части Греческой республики. Занимает западную часть греческой Македонии. Административно включает в себя номы Гревена, Кастория, Козани и Флорина. Административный центр области — город Козани.

## География
Площадь периферии — 9451,406 квадратного километра (7,2 % территории страны), население — 283 689 человек (2011) (2,9 % населения страны). Это самый малонаселённый регион Греции, плотность населения которого составляет 30 человек на 1 км² (для сравнения — плотность населения всей Греции составляет 82 человека на 1 км²).
Бо́льшую часть территории Западной Македонии составляют горы и предгорья (82 %), что отражается на распределении населения: 56% населения проживают в сельской местности. Является единственной периферией в Греции, не имеющей выхода к морю.

## Административное деление
В периферию входят 13 общин (димов). По программе «Калликратис» (ΦΕΚ 87Α) в 2010 году общины объединены в 4 периферийные единицы: Гревена, Кастория, Козани и Флорина. В основном они совпадают с бывшими номами (Гревена, Кастория, Козани и Флорина).
| Периферийная единица | Название        | Площадь (км²) | Население (2011), чел. | Плотность населения, чел./км² | Центр           |
| -------------------- | --------------- | ------------- | ---------------------- | ----------------------------- | --------------- |
| Гревена              | Гревена         | 1859,88       | 25 905                 | 13,93                         | Гревена         |
| Гревена              | Дескати         | 421,23        | 5852                   | 13,56                         | Дескати         |
| Кастория             | Аргос-Орестикон | 342,548       | 11 802                 | 34,64                         | Аргос-Орестикон |
| Кастория             | Кастория        | 754,97        | 35 874                 | 47,00                         | Кастория        |
| Кастория             | Несторион       | 618,46        | 2646                   | 4,29                          | Несторион       |
| Козани               | Велвендос       | 127,105       | 3448                   | 27,13                         | Велвендос       |
| Козани               | Войон           | 1021,02       | 18 386                 | 18,25                         | Сьятиста        |
| Козани               | Козани          | 732,2         | 71 388                 | 66,64                         | Козани          |
| Козани               | Сервия          | 600,085       | 11 382                 | 18,97                         | Сервия          |
| Козани               | Эордея          | 707,93        | 45 592                 | 65,76                         | Птолемаис       |
| Флорина              | Аминдеон        | 599,6         | 16 973                 | 28,80                         | Аминдеон        |
| Флорина              | Преспа          | 515,497       | 1560                   | 3,03                          | Лемос           |
| Флорина              | Флорина         | 827,62        | 32 881                 | 40,11                         | Флорина         |

## Медиа

### Телевизионные каналы
- West channel — Козани
- TOP channel — Козани
- Kanali 28 — Гревена
- TRM — Гревена
- Flash TV — Кастория
- Dyktio — Кастория

## Изображения
- Здание периферии Западная Македония в городе Козани
- Мост[англ.] через водохранилище Полифитон на реке Альякмон в периферийной единице Козани
- Озеро Кастория. На заднем плане — город Кастория
- Козани
- Флорина
- Птолемаис
- Часовня церкви Св. Николая[англ.] (Козани)
- Музей фольклора и естественной природы[греч.] (Козани)
- Долина и город Флорина